# Заочний розгляд кримінальної справи
Заочний розгляд справи — заслуховування цивільної справи у суді без присутності відповідача або кримінальної справи за відсутності підсудного, результатом якого стає винесення заочного рішення суду, оформленого відповідним актом.